# Lilium procumbens
Lilium procumbens ist eine Art aus der Gattung der Lilien (Lilium) innerhalb der Familie der Liliengewächse (Liliaceae). Sie ist in Vietnam heimisch und zeichnet sich innerhalb der Gattung durch ihren liegenden oder kletternden Wuchs aus.

## Beschreibung
Lilium procumbens ist eine ausdauernde, krautige Pflanze, deren Stängel eine Länge von 100 bis 150, selten bis zu 200 Zentimetern erreichen. Die 8 bis 12 Zentimeter unterhalb der Erdoberfläche liegenden, annähernd runden bis eiförmigen weißen Zwiebeln weisen einen Durchmesser von 2 bis 4 Zentimeter auf, die zahlreichen, nicht von einer Tunika umhüllten, weißen Schuppen sind schmal eiförmig bis breit lanzettlich und 1,5 bis 3 Zentimeter lang. Der dünne Stängel ist stets niederliegend, hängend oder kletternd und hat einen Durchmesser von 3,5 bis 6 Millimeter. Die zahlreichen lanzettlichen bis schmal eiförmigen Laubblätter sind 6 bis 18 Zentimeter lang und 1,5 bis 2,8 Zentimeter breit.
Die glocken- bis trichterförmige, nickende Blüte ist endständig oder steht in einer Traube aus 2 bis 3 Blüten. Sie sind weiß, grün überhaucht, am Rand der äußeren Blütenhüllblätter finden sich zum Ansatz hin selten einige wenige purpurne Flecken. Die Blütenhüllblätter sind spatel- bis schmal verkehrt-eiförmig und 4,6 bis 5,4 Zentimeter lang sowie 1,3 bis 1,6 Zentimeter breit. Die fadenförmigen Staubfäden sind hellgrün bis fast weiß und 3,5 bis 4 Zentimeter lang, die Staubbeutel 6 bis 7 Millimeter lang und braun-orange.

## Verbreitung und Habitat
Lilium procumbens ist endemisch in der Provinz Cao Bằng im Nordosten Vietnams. Sie findet sich zwischen 1300 und 1500 Meter in Primärmischwäldern (u. a. Pseudotsuga sinensis) niederliegend, hängend oder kletternd auf karstigem Kalkfels. Auf steilen Felshängen und schattigen Klippen nahe Berggipfeln ist sie dort gemein, häufig wächst sie auch lithophytisch.
Die Art gilt als selten und wird als EN – Endangered (stark gefährdet) (IUCN) eingestuft.

## Taxonomie und Systematik
Die Art wurde im März 2016 von den Botanikern Leonid Vladimirovich Averyanov und Noriyuki Tanaka in Taiwania erstbeschrieben. Der Holotypus wurde im Oktober 2013 in Vietnam gesammelt. Das Artepitheton verweist auf den niederliegenden Wuchs der Art. Lilium procumbens ist Teil der Sektion Sinomartagon und gilt als eng verwandt mit Lilium poilanei und Lilium primulinum var. ochraceum.

## Nachweise
1. 1 2 3 4 5  Leonid V. Averyanov, Noriyuki Tanaka, Khang Sinh Nguyen: New Species - Lilium procumbens and its Allies in the Flora of Vietnam. In: Taiwania Band 61, Nr. 1, 2016, S. 1‒7 (PDF-Datei).